# Ligamentum radiolunatum longus
A ligamentum radiolunatum longus (vagy ligamentum radiolunotriquetralis) egy apró szalag a csuklóban. Az orsócsontról (radius) ered. A holdascsonton (os lunatum) tapad az egyik része de egy kis rész a holdascsont és a háromszögletű csont (os triquetrum) között található. A csukló forgatásánál és hajlításánál ez a komponens van igénybevéve a legjobban (közkincs kép nem áll rendelkezésre).